# Provincia de Vidin
La provincia de Vidin (en búlgaro: Област Видин), es una provincia u óblast ubicado al noroeste de Bulgaria. Limita al norte con el Danubio, frontera natural con Rumanía; al este con la provincia de Montana y al sur y al oeste con Serbia.

## Subdivisiones
La provincia está integrada por once municipios:
- Municipio de Belogradchik (capital: Belogradchik).
- Municipio de Boynitsa (capital: Boynitsa).
- Municipio de Bregovo (capital: Bregovo).
- Municipio de Chuprene (capital: Chuprene).
- Municipio de Dimovo (capital: Dimovo).
- Municipio de Gramada (capital: Gramada).
- Municipio de Kula (capital: Kula).
- Municipio de Makresh (capital: Makresh).
- Municipio de Novo Selo (capital: Novo Selo).
- Municipio de Ruzhintsi (capital: Ruzhintsi).
- Municipio de Vidin (capital: Vidin).